# Hengtang
Hengtang (kinesiska: 横塘, 横塘镇) är en köping i Kina. Den ligger i provinsen Hunan, i den södra delen av landet, omkring 270 kilometer sydväst om provinshuvudstaden Changsha. Antalet invånare är 27337. Befolkningen består av 13 139 kvinnor och 14 198 män. Barn under 15 år utgör 20,0 %, vuxna 15-64 år 69 %, och äldre över 65 år 10,0 %.
Genomsnittlig årsnederbörd är 1 779 millimeter. Den regnigaste månaden är maj, med i genomsnitt 278 mm nederbörd, och den torraste är oktober, med 32 mm nederbörd.